# Elle King
Pour les articles homonymes, voir King.
Ne doit pas être confondu avec Ellen King.
Elle King, de son vrai nom Tanner Elle Schneider, née le 3 juillet 1989 à Los Angeles, est une chanteuse, compositrice et actrice américaine.
Elle est la fille du comédien Rob Schneider.

## Discographie

### Album
- 2015 : Love Stuff
- 2018 : Shake The Spirit
- 2023 : Come Get Your Wife

### EP
- 2012 : The Elle King EP

### Singles
- 2014 : Ex's & Oh's
- 2014 : Ain't Gonna Drown
- 2014 : Under the Influence
- 2015 : Last Damn Night
- 2015 : Catch Us If You Can
- 2015 : American Girl
- 2016 : America's Sweetheart
- 2016 : Good Girls
- 2017 : Wild Love

## Filmographie
- 1999 : Deuce Bigalow : Gigolo à tout prix
- 2006 : La Revanche des losers - Carol
- 2009 : Wild Cherry - Sabrina